# Чеботаев, Пётр Ефимович
Пётр Ефимович Чеботаев (1 июля 1923, Шушенское, Енисейская губерния — 31 июля 1984, Минусинск, Красноярский край) — советский военнослужащий. В Рабоче-крестьянской Красной Армии и Советской Армии служил с августа 1941 года по апрель 1948 года. Участник Великой Отечественной войны. Полный кавалер ордена Славы. Воинское звание — гвардии старшина.

## Биография

### До войны
Пётр Ефимович Чеботаев родился 1 июля 1923 года в селе Шушенское Минусинского уезда Енисейской губернии РСФСР СССР (ныне посёлок городского типа, административный центр Шушенского района Красноярского края Российской Федерации) в крестьянской семье. Русский. В 1930 году семья Чеботаевых переехала в Минусинск. Здесь Пётр Ефимович окончил начальную школу. До войны работал слесарем в Минусинской пассажирской автотранспортной конторе.

### На фронтах Великой Отечественной войны
В ряды Рабоче-крестьянской Красной Армии П. Е. Чеботаев был призван Минусинским районным военкоматом Красноярского края в августе 1941 года. Прошёл военную подготовку в частях запаса. В декабре 1941 года красноармеец П. Е. Чеботаев был направлен на Ленинградский фронт. Участник обороны Ленинграда. Боевой путь начал стрелком в лыжном батальоне. Позднее воевал разведчиком и бойцом в миномётном расчёте. В боях за Ленинград был дважды ранен. После второго тяжёлого ранения, полученного в июле 1942 года, был эвакуирован «на большую землю». Долго лечился в госпиталях. После возвращения в строй в январе 1943 года Петра Ефимовича направили на Брянский фронт, во 2-ю истребительную дивизию, где он был зачислен наводчиком противотанкового ружья в 1-ю роту 2-го отдельного противотанкового батальона 3-й истребительной бригады.
До марта 1943 года части 2-й истребительной дивизии вели позиционные бои в полосе обороны 13-й армии. Весной советские войска начали подготовку к Курской стратегической оборонительной операции, решающая роль в которой отводилась артиллерии. В связи с этим к началу апреля дивизия была переподчинена Центральному фронту. К началу Курской битвы она занимала позиции в полосе 70-й армии. 5 июля 1943 года противник нанёс массированный танковый удар в стык 13-й и 70-й армий. Совершив стремительный ночной 25-километровый переход, к рассвету 6 июля 3-я истребительная бригада полковника В. Н. Рукосуева заняла позиции на рубеже Самодуровка-Тёплое, на направлении главного удара немцев. В течение дня артиллеристы вели тяжёлое сражение с превосходящими силами врага и нанесли ему тяжёлый урон в живой силе и технике. 8 числа противник бросил в бой на участке бригады до 300 танков. Немцам удалось вклиниться в оборону советских войск, но прорвать её они так и не смогли. Исключительное упорство и стойкость в бою у села Погорельцы продемонстрировал 2-й отдельный противотанковый батальон капитана М. А. Самохина, в составе которого воевал красноармеец Чеботаев. Отражая яростный натиск врага, его бойцы в течение дня подбили и уничтожили 20 вражеских танков. Всего же за период с 6 по 9 июля силами бригады было подбито и сожжено 103 танка, в том числе 26 тяжёлых типа «Тигр», 65 средних и 12 лёгких.
Немецкое наступление на северном фасе Курской дуги выдохлось, и уже 12 июля советские войска на орловском направлении перешли в контрнаступление. В самом начале Орловской операции Пётр Ефимович был ранен, но к началу августа вернулся в строй. Ему удалось отличиться в боях под Кромами. 5 августа его рота вместе со стрелковым подразделением сражалась за переправу через реку Крому близ деревни Колки. Враг упорно оборонялся, а боезапас у советских бойцов уже подходил к концу. Проявив инициативу и воинскую смекалку, красноармеец Чеботаев под сильным миномётным и пулемётным огнём сумел доставить на позиции боеприпасы, дав возможность подразделению продолжить бой. Однако продвинуться вперёд никак не удавалось: враг активно мешал этому сильным автоматным огнём с хорошо замаскированных позиций. Наблюдая за полем боя, Пётр Ефимович обнаружил вражескую засаду, и меткими выстрелами из противотанкового ружья поджёг сарай, где прятались немецкие автоматчики. За этот бой он был награждён медалью «За отвагу».

### В боях за освобождение Белоруссии
За массовый героизм личного состава, проявленный в Курской битве, 10 августа 1943 года 3-я истребительная бригада была преобразована в 3-ю гвардейскую, а уже в ходе битвы за Днепр была переформирована в 3-ю отдельную гвардейскую истребительно-противотанковую бригаду Резерва Главного Командования. В связи с изменением структуры соединения к 14 сентября красноармеец П. Е. Чеботаев был переведён на должность номера орудийного расчёта в 282-й гвардейский истребительно-противотанковый артиллерийский полк.
К концу Черниговско-Припятской операции войска Центрального фронта (с 20 октября 1943 года — Белорусский фронт) вышли к границам Белорусской ССР и приступили к освобождению юго-восточных районов Белоруссии. В ноябре 1943 года они провели успешную Гомельско-Речицкую операцию, в ходе которой 3-я отдельная гвардейская ИПТАБр поддерживала наступление частей 48-й армии. 26 ноября был взят крупный опорный пункт противника посёлок Шацилки и перерезана железнодорожная магистраль, соединявшая Мозырь и Жлобин. В течение декабря 1943 года противник, пытаясь окружить глубоко вклинившиеся в его оборонительные порядки части 65-й армии, неоднократно пытался прорвать оборону советских войск, в том числе и на участке 48-й армии. 25 декабря крупные силы вражеской пехоты при поддержке самоходной артиллерии и танков атаковали позиции советских войск в районе станции Шацилки. Первыми на себя удар неприятеля приняли батареи 282-го гвардейского ИПТАП. Действуя под миномётным и артиллерийским огнём неприятеля быстро и слаженно, расчёт, в составе которого воевал красноармеец П. Е. Чеботаев, подбил один немецкий танк, однако другая вражеская машина сумела ворваться на позицию артиллеристов и раздавила пушку гусеницами. Тем не менее, Пётр Ефимович не отступил. Схватив противотанковое ружьё, он точным выстрелом уничтожил штурмовое орудие неприятеля, после чего, ведя огонь из ПТР и личного оружия, стойко отражал атаку немецких автоматчиков. За доблесть и мужество, проявленные в бою, приказом от 27 февраля 1944 года гвардеец Чеботаев был награждён орденом Славы 3-й степени.
До апреля 1944 года 3-я отдельная гвардейская артиллерийская бригада вела бои на реке Березине в Паричском районе Белорусской ССР. Затем она была передана в состав 65-й армии и вместе с её частями начала подготовку к летнему наступлению. К июню 1944 года П. Е. Чеботаев освоил воинскую специальность наводчика артиллерийского орудия и получил сержантское звание. В ходе операции «Багратион» Пётр Ефимович в составе своего расчёта принимал участие в прорыве сильно укреплённой обороны противника на рубеже Петровичи—Николаевка и окружении 40-тысячной группировки немцев юго-восточнее Бобруйска, сражался за плацдарм на реке Свислочь у населённого пункта Лапичи, громил врага под Минском. В ходе Люблин-Брестской операции гвардейская бригада полковника Г. К. Колоколова поддерживала части 65-й армии, наступавшие общим направлением на Бельск. Противник, сосредоточив на рубеже Малинники—Григоровцы крупные силы пехоты и танков, попытался остановить стремительное продвижение советских войск. 25 июля при отражении яростных контратак противника у села Григоровцы наводчик Чеботаев продемонстрировал образцы стойкости и мужества. В ходе боя он в составе расчёта меткими выстрелами подбил 2 средних танка и истребил до 30 военнослужащих вермахта. В критические моменты противостояния, когда неприятель близко подбирался к орудию, он брался за автомат, лично уничтожив при этом 13 немецких солдат. Сломив сопротивление врага, подразделения 65-й армии вышли к Западному Бугу, и, форсировав его, вступили на территорию Польши. К концу сентября 1944 года войска 1-го Белорусского фронта уже имели несколько прочно закреплённых плацдармов на Висле и Нареве, с которых планировали продолжить наступление на запад.

### В сражениях в Польше и Померании
14 января 1945 года началась Висло-Одерская операция. В первые дни наступления 282-й гвардейский истребительно-противотанковый артиллерийский полк гвардии подполковника А. А. Шаповалова огнём орудий и колёсами поддерживал наступление частей 89-й гвардейской стрелковой дивизии с Магнушевского плацдарма, обеспечив прорыв сильно укреплённой и глубокоэшелонированной оборонительной линии противника юго-восточнее города Варка и форсирование реки Пилицы. В пробитую брешь в немецкой обороне были введены подразделения 2-й гвардейской танковой армии. Действуя в боевых порядках 9-го гвардейского танкового корпуса, гвардейцы Шаповалова способствовали выходу танков и мотопехоты в район города Сохачева и выполнению боевой задачи по окружению варшавской группировки противника.
После освобождения Варшавы бригада гвардии полковника Колоколова совместно с танкистами генерал-полковника Богданова развили стремительное наступление на запад. 25 января гвардейцы Шаповалова первыми вышли к реке Нетце в районе города Чарникау, где столкнулись с ожесточённым сопротивлением врага. Выкатив орудия на прямую наводку, артиллеристы быстро и умело подавили огневые средства неприятеля, уничтожив при этом 8 артиллерийских орудий и 6 станковых пулемётов, после чего без поддержки пехоты приступили к форсированию водной преграды. В числе первых под сильным артиллерийским и пулемётным огнём на правый берег реки на лодочном пароме переправился расчёт, в составе которого наводчиком воевал П. Е. Чеботаев. С ходу вступив в бой, Пётр Ефимович меткими выстрелами прямой наводкой уничтожил четыре пулемётные точки, мешавшие овладению плацдармом, чем способствовал переправе других расчётов полка. Противник, стремясь отбросить советские войска обратно за Нетце, яростно контратаковал. Во время одной из контратак группе немецких солдат удалось близко подойти к позициям артиллеристов. Они обнаружили автомашину, которую расчёт Чеботаева использовал в качестве артиллерийского тягача и для перевозки боезапаса, и хотели её поджечь. Вовремя заметив вражеских солдат, Пётр Ефимович в одиночку бросился на них и огнём из автомата уничтожил четырёх немцев, а остальных обратил в бегство, чем спас материальную часть расчёта. Пока артиллеристы стойко отражали натиск врага, сапёры навели мост, и через Нетце переправились части 1-го механизированного корпуса, которые решили исход боя за плацдарм.
В конце января-начале февраля передовые части 1-го Белорусского фронта вышли к Одеру и захватили несколько плацдармов на западном берегу реки. Пока войска фронта вели тяжёлые бои за их удержание, полки 3-й отдельной гвардейской ИПТАБр во взаимодействии с танками 12-го гвардейского танкового корпуса отражали удары группы армий «Висла» под Штаргардом в районе населённого пункта Барнимскунов. С началом Восточно-Померанской операции артиллеристы обеспечили ввод в прорыв бригад 9-го гвардейского танкового корпуса и вместе с ними устремились к побережью Балтийского моря. Сопровождая танки в глубоком танковом рейде, командир артиллерийского орудия гвардии старший сержант П. Е. Чеботаев неоднократно подавлял огневые средства противника, чем способствовал выполнению боевых задач. 4 марта танкисты и артиллеристы ворвались в Наугард. В ходе ожесточённых уличных боёв Пётр Ефимович смело выдвигал своё орудие на прямую наводку и меткими выстрелами поражал огневые точки врага, ликвидировал узлы сопротивления, уничтожал засады фаустников, разрушал укрепления и баррикады. Силами его расчёта было уничтожено зенитное орудие, крупнокалиберный пулемёт и до 30 солдат и офицеров вермахта, а также два крупнокалиберных пулемёта были захвачены в качестве трофеев. 5 марта Наугард был взят, и части 2-й гвардейской танковой армии с приданными ей полками артиллерийской бригады гвардии полковника Колоколова стремительно продвинулись к эстуарию Одера. В тот же день Чеботаев со своими бойцами в составе своей батареи вместе с танкистами 65-й гвардейской танковой бригады первым ворвался на окраину города Каммин. Его гвардейский расчёт «преодолевая упорное сопротивление противника, ломая его преграды, штурмуя баррикаду за баррикадой, настойчиво продвигался вперёд и, перекатывая на руках орудие, беспощадно уничтожал немецких фаустников и автоматчиков». В бою за Каммин Пётр Ефимович со своим расчётом уничтожил 4 пулемёта, пушку, автомашину с военным грузом и до 40 солдат и офицеров неприятеля. В трудные моменты он не раз брался за автомат, лично истребив 18 военнослужащих вермахта и 6 захватив в плен. 6 марта город был взят. Боевая задача 2-й гвардейской танковой армии была успешно решена. За образцовое выполнение боевых заданий командования и проявленные при этом доблесть и мужество приказом от 7 мая 1945 года гвардии старший сержант П. Е. Чеботаев был награждён орденом Славы 2-й степени. Но перед этим Петру Ефимовичу ещё предстояло брать Берлин.

### На Берлин
После разгрома немецких войск в восточной Померании 3-я отдельная гвардейская истребительно-противотанковая бригада была переброшена на одерский фронт. 11 апреля она переправилась на Кюстринский плацдарм и заняла огневые позиции в полосе 26-го гвардейского стрелкового корпуса 5-й ударной армии. 15 апреля во время разведки боем 282-й гвардейский артполк гвардии подполковника Шаповалова огнём своих орудий обеспечил успех стрелковых подразделений в бою за населённый пункт Цехин и отражение четырёх контратак противника. 16 апреля в ходе начавшегося решающего наступления на Берлин гвардейский корпус генерал-майора П. А. Фирсова при поддержке артиллерийской бригады гвардии полковника Колоколова овладел важным опорным пунктом противника посёлком Лечин, обеспечив ввод в бой частей 2-й гвардейской танковой армии. Обходя Зееловские высоты с севера, 20 апреля советские войска вышли на подступы к последнему крупному населённому пункту на пути к Берлину — городу Штраусбергу, где встретили ожесточённое сопротивление врага. Находясь непосредственно в боевых порядках пехоты, гвардейский расчёт старшего сержанта Чеботаева в боях у деревни Клостердорф (Klosterdorf) 20-21 апреля участвовал в отражении шести контратак крупных сил немцев, уничтожив 2 танка, 3 бронетранспортёра и много живой силы противника.
Сломив сопротивление неприятеля, 22 апреля гвардейцы полковника Г. К. Колоколова совместно с пехотинцами 89-й гвардейской стрелковой дивизии ворвались на восточную окраину Берлина. Ведя ожесточённые уличные бои, они очищали от врага дом за домом, квартал за кварталом, неуклонно продвигаясь к центру германской столицы. Особенно сильное сопротивление штурмовая группа 270-го гвардейского стрелкового полка встретила в районе Рубер штрассе. Крупные силы немецкой пехоты с фаустпатронами засели в каменных домах, превращённых в опорные пункты, и при поддержке двух самоходных артиллерийских установок типа «Ягдпантера» в течение почти шести часов сдерживали натиск советских бойцов. На помощь пехоте пришла батарея 282-го гвардейского истребительно-противотанкового артиллерийского полка. Сначала артиллеристам нужно было уничтожить САУ. Несмотря на сильный огонь противника, Пётр Ефимович смело выдвинул своё орудие на открытую позицию и первым же выстрелом поджёг самоходку. Вторая машина попыталась скрыться в переулке, но артиллеристы разбили ей гусеницу, и экипаж вынужден был укрыться в близлежащем здании. Когда с бронетехникой было покончено, расчёт Чеботаева открыл прицельный огонь по верхним этажам и чердаку дома, из которого немцы вели сильный пулемётный огонь. Быстро подавив три огневые точки, артиллеристы покатили орудие вдоль улицы, продолжая меткими выстрелами разить врага. Девять зданий у немцев удалось отбить, но продвинуться дальше пехотинцам и артиллеристам помешало наступление темноты. За ночь немцы подтянули дополнительные силы, и новый день начался с яростных контратак врага. Ведя огонь шрапнелью и осколочными снарядами, батарея наносила большой урон наседающему врагу. В расчётах тоже было много раненых. Осколком мины зацепило и Чеботаева. Однако ни один боец не ушёл с поля боя, пока сопротивление противника не было сломлено. Только когда квартал был полностью очищен от немцев, раненых эвакуировали в госпиталь. Там Пётр Ефимович и встретил День Победы. За доблесть и мужество, проявленные в боях на берлинском направлении и во время штурма столицы Германской империи указом Президиума Верховного Совета СССР от 15 мая 1946 года П. Е. Чеботаев был награждён орденом Славы 1-й степени.

### После войны
До апреля 1948 года П. Е. Чеботаев оставался на военной службе. Демобилизовавшись в звании гвардии старшины, Пётр Ефимович вернулся в Минусинск. Работал в Минусинской автотранспортной конторе сначала слесарем, затем бригадиром слесарей по ремонту автомобильной техники.
Умер 31 июля 1984 года. Похоронен на новом городском кладбище Минусинска.

## Награды
- Орден Отечественной войны 2-й степени (30.07.1944)[5];
- орден Красной Звезды (03.02.1945)[11];
- орден Славы 1-й степени (15.05.1946)[1];
- орден Славы 2-й степени (07.05.1945)[12];
- орден Славы 3-й степени (27.02.1944)[6].
- Медали, в том числе:

медаль «За отвагу» (20.08.1943);
медаль «За оборону Ленинграда»;
медаль «За победу над Германией в Великой Отечественной войне 1941—1945 гг.»
медаль «За взятие Берлина»;
медаль «За освобождение Варшавы».

## Память
- Именем П. Е. Чеботаева названа улица в Минусинске.
- Могила П. Е. Чеботаева внесена в список памятников истории Красноярского края[19].

## Документы
- Общедоступный электронный банк документов «Подвиг Народа в Великой Отечественной войне 1941—1945 гг.» Дата обращения: 28 декабря 2014. Архивировано из оригинала 13 марта 2012 года.

Орден Отечественной войны 2-й степени.
Орден Красной Звезды.
Орден Славы 2-й степени (представлен к ордену Красного Знамени).
Орден Славы 3-й степени.
Медаль «За отвагу».
- Постановление законодательного собрания Красноярского края «Об объявлении памятниками истории Красноярского края» № 5-122П от 29 марта 1995 года.